# Puszczyk kreskowany
Puszczyk kreskowany, puszczyk huczek (Strix varia) – gatunek ptaka z rodziny puszczykowatych (Strigidae), zamieszkujący Amerykę Północną. Nie jest zagrożony.

## Systematyka
Systematyka tego gatunku jest kwestią sporną. Autorzy Handbook of the Birds of the World wyróżnili 4 podgatunki S. varia:
- S. v. varia Barton, 1799 – od południowo-wschodniej Alaski (prawdopodobnie) i południowo-zachodniej Kanady na południe po północną Kalifornię, na wschód po Nową Szkocję, oraz środkowe i wschodnie USA (na południe po północny Teksas i Karolinę Północną).
- S. v. helveola (Bangs, 1899) – Teksas.
- S. v. georgica Latham, 1801 – południowo-wschodnie USA.
- S. v. sartorii (Ridgway, 1874) – góry środkowego Meksyku (Durango do Oaxaca).

W 2021 roku North American Classification Committee (NACC), w oparciu o badania genetyczne, różnice w upierzeniu, wokalizacji i rodzajach zajmowanych siedlisk, podniósł takson z Meksyku do rangi odrębnego gatunku o nazwie puszczyk wielkoplamy (S. sartorii). Takie ujęcie systematyczne stosują obecnie m.in. Międzynarodowy Komitet Ornitologiczny (IOC) oraz autorzy Kompletnej listy ptaków świata. Ponadto IOC uznaje taksony georgica i helveola za synonimy podgatunku nominatywnego, a tym samym uznaje puszczyka kreskowanego za gatunek monotypowy.

## Morfologia
Długość ciała 40–63 cm, rozpiętość skrzydeł 96–125 cm. Masa ciała 500–1050 g.
Duży ptak, łatwo rozpoznawalny po okrągłej, dużej głowie. Poza tym charakterystyczny brak „uszu” oraz 9-sylabowe pohukiwania. Pióra na szyi i górnej części piersi szarobrązowe, z poprzecznymi prążkami, na dolnej części piersi i brzuchu widoczne kreski. Tęczówki brązowe. Skrzydła krótkie i szerokie. Obie płcie są podobne, ale samice są większe i cięższe od samców.

## Zasięg, środowisko
Zachodnia i południowa Kanada, wschodnia połowa USA oraz północno-zachodnie i środkowo-zachodnie USA; prawdopodobnie także skrajnie południowo-wschodnia Alaska. W XX wieku jego zasięg występowania rozszerzył się przez borealne lasy południowej Kanady po górskie lasy zachodniej Kanady i zachodnich USA. Zamieszkuje zadrzewione bagna oraz rozległe lasy; często w pobliżu wody. 

## Ekologia
Gniazda zakłada w dziuplach lub starych gniazdach ptaków drapieżnych, krukowatych lub wiewiórek. Jeden lęg w sezonie, choć w przypadku utraty lęgu może wyprowadzić lęg zastępczy. W zniesieniu 1–5 (zwykle 2–4) białych jaj. Inkubacja trwa 28–33 dni. Wysiadywaniem zajmuje się samica, samiec w tym czasie dostarcza jej pożywienie. Pisklęta rodzą się pokryte białym puchem, z zamkniętymi oczami. Młode opuszczają gniazdo po 28–35 dniach od wyklucia, choć nie są jeszcze w stanie latać i przesiadują na gałęziach; w pełni opierzone stają się po 35–40 dniach od wyklucia.
Jeśli chodzi o pożywienie, jest to gatunek oportunistyczny. Żywi się różnymi małymi zwierzętami, w tym wiewiórkowatymi, myszami, nornikami, królikami, ptakami, płazami, gadami i bezkręgowcami (takimi jak owady, raki czy skorpiony), sporadycznie rybami. Zazwyczaj polują zaraz po zachodzie słońca i w nocy, choć były też widywane, jak żerują w ciągu dnia.

## Status
Międzynarodowa Unia Ochrony Przyrody (IUCN) uznaje puszczyka kreskowanego za gatunek najmniejszej troski (LC – Least Concern) nieprzerwanie od 1988 roku. W 2020 roku organizacja Partners in Flight szacowała liczebność światowej populacji lęgowej na około 3,4 miliona osobników. Trend liczebności populacji uznawany jest za wzrostowy.